# ندا طلیله
ندا طَلیله(یا با آوایش و نگارش: ندا تالیلا) (۱۸۵۸ - ۱۹۳۱) مترجم، آموزگار و نویسنده سوری یونانی‌اصل بود. در بسیاری از آموزشگاه‌های مسیحیان در سوریه، لبنان و مصر درس داد و کتاب «الحساب» را از انگلیسی به عربی به عنوان کتاب درسی ترجمه نمود؛ این کتاب در سال ۱۸۸۴ در ۲۲۲ صفحه در بیروت چاپ شد و از نخستین کتاب‌های درسی نوین عربی شمرده می‌شود.

## منبع
1. ↑  کحاله، عمر رضا (۱۹۵۹). أعلام النساء فی عالمی العرب والإسلام. ج. ۵. بیروت: موسسة الرسالة. ص. ۱۶۷. تاریخ وارد شده در |سال= را بررسی کنید (کمک)